# 개체군 병목현상

개체군 병목과 회복혹은 멸종을 나타내는 곡선

개체군 병목현상(個體群瓶-現象)은 집단유전학에서 질병이나 자연 재해 등으로 개체군 크기가 급격히 감소한 이후에 적은 수의 개체로부터 개체군이 다시 형성되면서 유전자 빈도와 다양성에 큰 변화가 생기게 되는 현상으로서, 일반적으로 한 종의 개체수의 상당부분이 죽음을 당하거나 번식을 못해 전체 개체수가 급격히 감소하게 된다.

## 개요
일반적으로 집단 병목현상, 혹은 유전자 병목현상은 창시자효과와 더불어 집단의 유전적 빈도에 큰 변화를 가져오는 현상이다. 이는 창시자 효과와 함께 유전적 부동의 원인으로 볼 수 있다. 이 현상은 일반적으로 자연재해에 의한 환경의 변화와 같이 예측하기 어려운 경우 많이 일어나며, 자연선택과 함께 특정 집단의 진화 방향을 결정하기도 한다.

## 요인
- 자연적 요인
  - 화산의 분화로 인한 특정 개체군의 절멸
  - 운석의 충돌 등 큰 타격으로 인한 개체군 집단의 절멸
  - 지진으로 인한 특정 식물 생태계 변화
  - 늪지대의 형성으로 극상이었던 식물 음수림 개체군의 감소
  - 기후 변화에 적응 실패한 종의 개체수 감소

- 인공적 요인
  - 산업화로 인한 환경 오염
  - 서식지 파괴로 인한 개체수 감소
  - 남획

## 결과

### 개체군 절멸 및 약화
병목현상은 자연선택에 의한 빈도변화에 비해 빠르고 무작위적으로 일어나게 되므로 반복적으로 일어날 경우 유전자 다양성이 크게 감소해서 종 전체의 생존을 위협받을 수 있게 되기도 한다. 이는 유전적 부동을 극심화시키며, 유전적 부동률은 개체수와 반비례한다. 따라서 개체군간에 근친교배가 잦아지게 된다. 예를 들어 치타(cheetah)들은 약 1만년 전 빙하기 때 개체수가 급격히 감소하여 병목 현상을 겪었으며, 그로 인해 오늘날 치타들은 분포 지역에 상관없이 서로가 유전적으로 매우 유사하다. 이는 자연계에서 유전정보, 즉 유전자 다양성이 얼마나 중요한지를 보여주는 사례가 되는데, 유전자 다양성이 부족한 개체군의 경우 한번의 집단적 전염병으로 인해 절멸할 수 있다.

### 진화의 방향 결정
하지만 이 과정에서 이와같은 변화에서 살아남은 개체군들의 유전자빈도가 크게 증가하게 되므로 진화의 방향이 크게 달라지게 되고, 이후 유전적 다양성을 확보할 수 있게 된다면 종분화가 가능할 수도 있다. 개체군이 나누어졌을때도 개체군 병목현상이 일어날수 있으며, 이는 창시자 효과라고 한다. 병목현상이 일어날 때 이주한 특정 개체군에 의해 창시자 효과가 일어나, 생존한 개체군과 새로 만들어진 개체군과의 유전자빈도가 확연히 다른 경우는 흔히 볼 수 있으며, 이것이 자연선택과 맞물리게 되면서 종분화의 영향을 주는 경우도 많다.

## 같이 보기
- 진화유전학
- 집단 유전학
- 창시자 효과